# رحمان‌آباد (سرباز)
رحمان‌آباد (سرباز)، روستایی از توابع بخش سرباز شهرستان سرباز در استان سیستان و بلوچستان ایران است.

## جمعیت
این روستا در دهستان سرکور قرار دارد و براساس سرشماری مرکز آمار ایران در سال ۱۳۸۵، جمعیت آن ۹۳ نفر (۲۸خانوار) بوده‌است.